# ژاک اودیار
ژاک اودیار (فرانسوی: Jacques Audiard‎؛ زادهٔ ۳۰ آوریل ۱۹۵۲) کارگردان و فیلم‌نامه‌نویس فرانسوی است. او فرزند فیلم‌نامه‌نویس میشل اودیار است. او که به عنوان برترین کارگردان مؤلف در بین سینماگران فعلی سینمای فرانسه شناخته می‌شود، با فیلم یک پیامبر به اوج شهرت رسید. او برای فیلم‌های ضربان قلب من متوقف شده است (۲۰۰۵) و یک پیامبر (۲۰۰۹) برنده جایزه‌های سزار بهترین کارگردان و بفتای بهترین فیلم غیرانگلیسی‌زبان شده است. او همچنین موفق شد در سال ۲۰۰۹ جایزه بزرگ (گرندپریکس) جشنواره فیلم کن را به‌دست‌آورد.
وی هم‌چنین توانست نخل طلای جشنواره کن ۲۰۱۵ را برای فیلم دیپان از آن خود کند و جایزه بهترین کارگردانی جشنواره ونیز را برای فیلم برادران سیسترز به‌دست‌آورد. فیلم امیلیا پرز (۲۰۲۴) او برندهٔ جوایز متعددی شامل جایزه هیئت داوران جشنواره کن و جایزه گلدن گلوب بهترین فیلم خارجی‌زبان شد.

## زندگی و حرفه
اودیار در ۳۰ آوریل سال ۱۹۵۲ در پاریس به دنیا آمد. پدرش میشل اودیار کارگردان و فیلم‌نامه‌نویس بود. ژاک در ابتدا در انتخاب و ادامه راه و شغل پدر مقاومت کرد و علاقه‌مند بود که استاد دانشگاه شود. او برای تحصیل در رشته ادبیات به دانشگاه سوربن رفت ولی درس خود را ناتمام رها کرد. ورود او به دنیای فیلم و سینما با دستیاری تدوین چندین فیلم در اواخر دهه ۱۹۷۰ میلادی رقم خورد. از جمله این کارها می‌توان به دستیاری تدوین فیلم مستأجر اثر رومن پولانسکی اشاره کرد.
او از اوایل دهه ۱۹۸۰ شروع به نوشتن فیلمنامه کرد. اودیار در سال ۱۹۹۴، نخستین فیلم خود را با نام ببیند که چطور فرو می‌افتند کارگردانی کرد که جایزه سزار بهترین فیلم اول را نصیبش کرد. او در سال ۱۹۹۶ کمدی درام قهرمان خودساخته را ساخت که برنده جایزه بهترین فیلم‌نامه جشنواره فیلم کن شد.
این فیلم داستان مرد فروشنده‌ای را به تصویرکشیده بود که پس از پایان جنگ جهانی دوم، با جعل یک هویت جدید خود را به عنوان قهرمان مقاومت فرانسه معرفی کرده بود.
ژاک اودیار در سال ۲۰۰۵ فیلم ضربان قلب من متوقف شده است را ساخت، این فیلم که بازسازی فیلم انگشت‌ها (۱۹۷۸) اثر کارگردان آمریکایی جیمز توبک بود توانست موفقیت و جوایز زیادی را از آن اودیار کند.
او با فیلم بعدی خود یعنی یک پیامبر نیز توانست موفقیت‌های زیادی کسب کند. این فیلم سومین فیلمی است که در طول تاریخ جشنواره سزار بیشترین تعداد جایزه را به خود اختصاص داده است. این فیلم نامزد اسکار بهترین فیلم خارجی نیز شد که در رقابت با فیلم آرژانتینی راز در چشمانشان موفق به دریافت این جایزه نشد.
از ویژگی‌های بارز فیلم‌های او، وجود عامل موسیقی متن درون فیلم است، و در هیچ‌کدام از آثار او منبع موسیقی خارجی وجود ندارد.

## زندگی شخصی
ژاک اودیار با ماریون ورنو کارگردان و فیلمنامه‌نویس فرانسوی ازدواج کرد و از این رابطه دارای دو فرزند دختر و یک پسر است. این ازدواج بعدها به طلاق منجر شد.

## فیلم‌شناسی

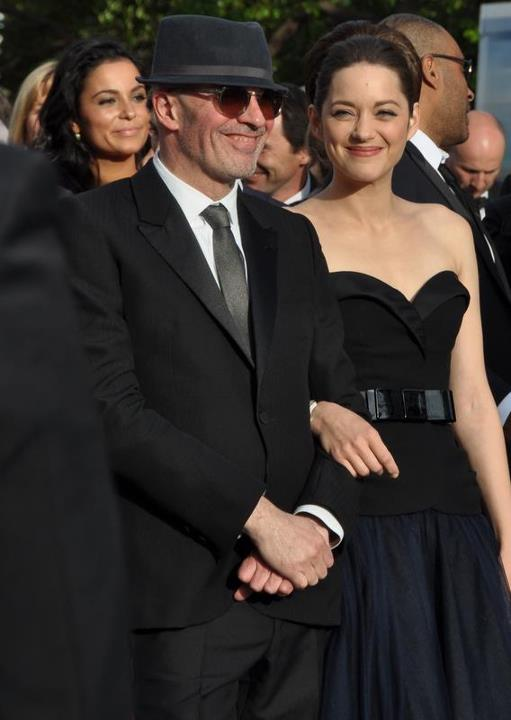
ژاک اودیار و ماریون کوتیار در کن ۲۰۱۲

| سال  | عنوان                      | کارگردان | نویسنده | توضیحات                       |
| ---- | -------------------------- | -------- | ------- | ----------------------------- |
| ۱۹۷۴ | Kisses Till Monday         | نه       | آری     |                               |
| ۱۹۸۱ | حرفه‌ای                     | نه       | آری     |                               |
| ۱۹۸۳ | پیاده‌روی مرگبار            | نه       | آری     |                               |
| ۱۹۸۴ | Réveillon chez Bob         | نه       | آری     |                               |
| ۱۹۸۵ | All Mixed Up               | نه       | آری     |                               |
| ۱۹۸۷ | کشتار                      | نه       | آری     |                               |
| ۱۹۸۸ | ساکسو                      | نه       | آری     |                               |
| ۱۹۸۸ | Fréquence meurtre          | نه       | آری     |                               |
| ۱۹۸۹ | Baxter                     | نه       | آری     |                               |
| ۱۹۸۹ | استرالیا                   | نه       | آری     |                               |
| ۱۹۹۱ | Swing troubadour           | نه       | آری     |                               |
| ۱۹۹۲ | Confessions d'un Barjo     | نه       | آری     |                               |
| ۱۹۹۴ | خستگی در حد مرگ            | نه       | آری     |                               |
| ۱۹۹۴ | ببیند که چطور فرو می‌افتند  | آری      | آری     |                               |
| ۱۹۹۶ | قهرمان خودساخته            | آری      | آری     |                               |
| ۱۹۹۸ | نُرم فرانسه                 | آری      | آری     | فیلم کوتاه                    |
| ۱۹۹۹ | مؤسسه زیبایی ونوس          | نه       | آری     |                               |
| ۲۰۰۱ | بخوان لبانم را             | آری      | آری     |                               |
| ۲۰۰۵ | ضربان قلب من متوقف شده است | آری      | آری     |                               |
| ۲۰۰۹ | یک پیامبر                  | آری      | آری     |                               |
| ۲۰۱۲ | زنگار و استخوان            | آری      | آری     | همچنین تهیه‌کننده              |
| ۲۰۱۵ | دیپان                      | آری      | آری     | همچنین تهیه‌کننده بدون ذکر نام |
| ۲۰۱۸ | برادران سیسترز             | آری      | آری     |                               |
| ۲۰۲۱ | پاریس، منطقه ۱۳            | آری      | آری     | همچنین تهیه‌کننده بدون ذکر نام |
| ۲۰۲۴ | امیلیا پرز                 | آری      | آری     | همچنین تهیه‌کننده و ترانه‌سرا   |

## جایزه‌ها
- جایزه نخل طلایی بهترین فیلم جشنواره کن برای فیلم دیپان
- جایزه سزار بهترین کارگردان برای ضربان قلب من متوقف شده است
- جایزه سزار بهترین کارگردان برای یک پیامبر
- بفتا جایزه بهترین فیلم غیر انگلیسی‌زبان برای ضربان قلب من متوقف شده است
- جایزه گرندپریکس جشنواره فیلم کن برای یک پیامبر
- بفتا جایزه بهترین فیلم غیر انگلیسی‌زبان برای یک پیامبر
- ونیز بهترین کارگردان برای برادران سیسترز